# New Hartford, Iowa
New Hartford är en stad i Butler County i den amerikanska delstaten Iowa med en yta av 1,3 km² och en folkmängd som år 2000 uppgick till 659 invånare.

## Kända personer födda i New Hartford
- Chuck Grassley, senator